# Carlos Trujillo (Bauingenieur)
Carlos Enrique Trujillo (* 1956 oder 1957 in Pasto; † 14. Januar 1993 am Galeras) war ein kolumbianischer Wissenschaftler. Er lehrte als Professor für topographisches Bauingenieurwesen am Centro de Estudios Superiores María Goretti (CESMAG) in seiner Heimatstadt. Zusammen mit seiner Ehefrau Anna Lucía Torres hatte er den gemeinsamen Sohn Mauricio.
Privat hegte Trujillo ein besonderes Interesse für Vulkanologie und begleitete als Fotograf des Öfteren Exkursionen zum Gipfel des nahen Galeras. Darüber hinaus erläuterte er auch Jugendgruppen die geologischen Prozesse des Vulkans.
Im Januar 1993 fand in Pasto eine einwöchige IAVCEI-Konferenz statt. Ziel war es, geochemische und geophysikalische Überwachungsprogramme für den Galeras zu entwickeln. Dieser zeigte zwar seit 1988 Aktivität, hatte sich die vorherigen sechs Monate jedoch stabil ruhig präsentiert. Im Rahmen der Tagung brach ein internationales Team mehrerer Wissenschaftler und interessierter Laien zum Krater auf – unter ihnen Trujillo. Kurz nach 13:30 Uhr ereignete sich ohne Vorwarnung eine kleine, lediglich knapp 15 Minuten andauernde, allerdings äußerst heftige Eruption. Dabei kam er zusammen mit fünf anderen Forschern (Geoff Brown, Fernando Cuenca, Néstor García, Igor Menjailow und José Arlés Zapata) sowie drei Touristen ums Leben.